# Mont Mohi
Mont Mohi är det högsta berget i bergskedjan Itombwe i Kongo-Kinshasa. Det ligger i provinsen Södra Kivu, i den östra delen av landet, 1 500 km öster om huvudstaden Kinshasa. Toppen på Mont Mohi är 3 475 meter över havet.